# Usa (flod i Taunus)
 For alternative betydninger, se Usa. (Se også artikler, som begynder med Usa)
Usa er en 34 km lang tysk flod i delstaten Hessen. Det er en biflod til Wetter som den løber sammen med tæt på Friedberg. Usingen og Bad Nauheim ligger også ved Usa. Usa er en del af Rhin-systemet via Wetter, Nidda og Main.
50°19′12″N 8°47′05″Ø / 50.3199°N 8.7846°Ø